# Kurt Knoblauch
Kurt Knoblauch (* 10. Dezember 1885 in Marienwerder; † 10. November 1952 in München) war ein deutscher Offizier, SS-Obergruppenführer und General der Waffen-SS.

## Leben
Knoblauch war ein Sohn des Steuerinspektors Friedrich Knoblauch († 25. September 1922 in Hameln) und dessen Ehefrau Emma, geborene Schröder.
Nach dem Abitur am Gymnasium in Ratzeburg trat Knoblauch am 23. Februar 1905 als Fahnenjunker in das Niederrheinische Füsilier-Regiment Nr. 39 der Preußischen Armee ein. Dort wurde er am 18. August 1906 zum Leutnant befördert und am 18. Oktober 1909 in das 8. Rheinische Infanterie-Regiment Nr. 70 versetzt, in dem er als Zugführer diente. Zur Erlernung des Feldpionierdienstes erfolgte Mitte Mai 1911 eine einmonatige Kommandierung zum 1. Rheinischen Pionier-Bataillon Nr. 8. Ab 1. Oktober 1912 war Knoblauch dann Adjutant des III. Bataillons, wurde am 17. Februar 1914 Oberleutnant sowie ab 1. Mai 1914 zum Bezirkskommando Saarbrücken versetzt.
Mit Ausbruch des Ersten Weltkriegs wurde Knoblauch am 2. August 1914 Kompanieführer im Brigade-Ersatz-Bataillon Nr. 32. Im weiteren Verlauf des Krieges wurde er am 18. Juni 1915 zum Hauptmann befördert, mehrfach verwundet und in verschiedenen Stellungen verwendet.
Nach Kriegsende gehörte Knoblauch dem Freikorps Deutsche Schutzdivision an und wurde in die Vorläufige Reichswehr übernommen. Zunächst als Chef der 4. MG-Kompanie, dann als Chef der 12. Kompanie bei Reichswehr-Schützen-Regiment 3, kam er mit der Bildung der Reichswehr als Nachrichtenoffizier zum Stab des 18. Infanterie-Regiments in Paderborn. Später war er auch hier Kompaniechef, wurde am 1. Februar 1926 Major sowie am 1. April 1930 Oberstleutnant und als solcher Kommandeur des II. Bataillons des 1. (Preußisches) Infanterie-Regiments. Ab 1. April 1931 gehörte Knoblauch dem Regimentsstab an, wurde am 1. Februar 1933 Oberst und schied kurz darauf am 31. März 1933 unter Bewilligung der gesetzlichen Versorgung sowie der Berechtigung zum Tragen der Uniform des 18. Infanterie-Regiments aus dem Heeresdienst aus.
Knoblauch trat zum 1. Mai 1933 in die NSDAP ein (Mitgliedsnummer 2.750.158), wurde im selben Jahr auch Mitglied der SA und war bis 12. April 1935 hauptamtlicher SA-Führer. Anschließend trat er zur Allgemeinen SS (SS-Nummer 266.653) über, war ab 1935 im SS-Hauptamt leitend tätig und stieg im Juni 1944 bis zum SS-Obergruppenführer auf. Zudem gehörte Knoblauch ab 1937 zusätzlich dem Stab des Stellvertreters des Führers an und sollte in dieser Funktion die NSDAP auf den Kriegsfall einstimmen.
Im Mai 1940 wurde er zum Inspekteur der Ersatzeinheiten der SS-Division Totenkopf ernannt und gehörte zu den engeren Vertrauten von Heinrich Himmler. Ab Dezember 1940 war er in den Niederlanden Befehlshaber der Waffen-SS. Am 7. April 1941 wurde er in den Kommandostab RFSS berufen. Im Juli 1942 wurde er Chef des SS-Führungshauptamtes, Amtsgruppe B und bekam die Aufgabe, die SS-Einheiten zur Unterstützung von u. a. den Armeeverbänden und der Polizei zu koordinieren. Zwei Jahre nach seiner Ernennung wurde er im Frühjahr 1943 durch Ernst Rode von seinem Posten als Chef des Kommandostabes RFSS abgelöst.
Nach dem Krieg wurde Knoblauch im Dezember 1949 von der Münchner Hauptspruchkammer als Aktivist eingestuft und zu zwei Jahren Arbeitslager verurteilt. Eine Münchner Spruchkammer wies seine Berufung im Juni 1950 zurück und bestätigte den Spruch der ersten Instanz.